# Враниште
Вра́ниште (серб. Враниште / Vranište; алб. Vranishtë) — село в южной Метохии. Согласно административно-территориальному делению автономного края Косово и Метохия (в составе Сербии) село относится к общине Гора Призренского округа; согласно административно-территориальному делению частично признанной Республики Косово село относится к общине Драгаш Призренского округа.

## Общие сведения
Численность населения по данным на 2011 год — 352 человека (из них мужчин — 171, женщин — 181).
Враниште расположено в исторической области Гора, жители села — представители исламизированной южнославянской этнической группы горанцев (в переписи 2011 года 164 человека указали своей национальностью горанскую, 6 человек — боснийскую; при этом в качестве родного языка 222 человека указали сербский, 22 человека — боснийский; 131 человек указал гражданство Косова, 39 человек — гражданство Сербии).
Динамика численности населения во Враниште с 1948 по 2011 годы:
| Численность населения | Численность населения | Численность населения | Численность населения | Численность населения | Численность населения | Численность населения |
| 1948                  | 1953                  | 1961                  | 1971                  | 1981                  | 1991                  | 2011                  |
| --------------------- | --------------------- | --------------------- | --------------------- | --------------------- | --------------------- | --------------------- |
| 755                   | 771                   | 815                   | 884                   | 926                   | 731                   | 352                   |

Село находится менее чем в полукилометре от автомобильной дороги из Драгаша в Рестелицу.

## История
В 1914 году на территории Македонии проводил научные исследования российский лингвист А. М. Селищев. На изданной им в 1929 году этнической карте региона Полог населённый пункт Враниште был указан как болгарское село.
В 1916 году во время экспедиции в Македонию и Поморавье село Враниште посетил болгарский языковед С. Младенов, по его подсчётам в селе в то время было около 90 домов.

## Традиции
В селе Враниште, как и в других сёлах Горы, ежегодно в начале мая празднуется Джурджевден (Юрьев день), сохранившийся с доисламских времён. На Джурджевденский сабор (Юрьевский собор), проходящий в местечке Влашка возле Враниште, съезжаются горанцы как из близлежащих, так и из дальных сёл горанского региона.